# Komunistická strana Moldavska
Komunistická strana Moldavska (rumunsky Partidul Comunist al Moldovei, PCM, moldavskou cyrilicí Партидул Комунист ал Молдовей, rusky Коммунистическая партия Молдавии, Kommunističeskaja partija Moldavii) byla vládnoucí a jedinou legální politickou stranou v Moldavské SSR a jednou z patnácti republikových stran, které tvořily Komunistickou stranu Sovětského svazu (KSSS) až do rozpadu Sovětského svazu v roce 1991. Během druhé světové války byla hnací silou moldavského odboje proti okupaci Osy.
Strana začala politicky slábnout v období perestrojky, které bylo poznamenáno nepokoji proti sovětské vládě. Vůdce strany Semion Grossu byl 16. listopadu 1989 nahrazen Petru Lucinschim.
23. srpna byla komunistická strana zakázána; následně 27. srpna 1991 vyhlásilo Moldavsko nezávislost a Moldavská sovětská socialistická republika zanikla. Dne 7. září 1993 moldavský parlament zrušil zákaz komunistické činnosti.

## První tajemníci
| Č.  | Portrét | Jméno (narození–úmrtí)      | Začátek do úřadu   | Konec v úřadu      |
| --- | ------- | --------------------------- | ------------------ | ------------------ |
| 1.  |         | Pjotr Borodin (1905–1986)   | 15. srpna 1940     | 11. února 1942     |
| 2.  |         | Nikita Salogor (1901–1981)  | 13. února 1942     | 5. ledna 1946      |
| 3.  |         | Nicolae Coval (1904–1970)   | 5. ledna 1946      | 3. listopadu 1950  |
| 4.  |         | Leonid Brežněv (1906–1982)  | 3. listopadu 1950  | 16. dubna 1952     |
| 5.  |         | Dmitrij Gladkij (1911–1959) | 16. dubna 1952     | 7. února 1954      |
| 6.  |         | Zynovyj Serdjuk (1903–1982) | 8. února 1954      | 29. května 1961    |
| 7.  |         | Ivan Bodjul (1918–2013)     | 29. května 1961    | 30. prosince 1980  |
| 8.  |         | Semion Grossu (* 1934)      | 30. prosince 1980  | 16. listopadu 1989 |
| 9.  |         | Petru Lucinschi (* 1940)    | 16. listopadu 1989 | 4. února 1991      |
| 10. |         | Grigore Eremei (* 1935)     | 4. února 1991      | srpen 1991         |

## Následky
V roce 1993 založili bývalí členové PCM Stranu komunistů Moldavské republiky (PCRM), která se po volbách v roce 2001 stala největší stranou v Moldavsku a v letech 2001-2009 vládnoucí stranou. V roce 2011 na sebe upozornila skupina komunistů vedená výkonným tajemníkem staré Komunistické strany Moldavska Igorem Cucerem, která tvrdí, že jsou "skutečnými komunisty" a chtějí stranu (PCM) formálně obnovit; uvedli také, že se z PCRM stala pseudokomunistická a liberálně-buržoazní strana sloužící zájmům jednoho z nejbohatších mužů v zemi, Olega Voronina, syna moldavského prezidenta z let 2001-2009 a vůdce PCRM Vladimira Voronina. Cucer tehdy tvrdil: "Osmiletá vláda PCRM učinila chudé chudšími a bohaté bohatšími".[zdroj?]
Komise pro studium komunistické diktatury v Moldavsku byla vytvořena v roce 2010 za účelem studia a analýzy období komunistického režimu v letech 1917-1991.